# Edgar Pozzer
Edgar Pozzer (Caxias do Sul, 1938 – Porto Alegre, 29 de julho de 2023) foi um cantor de música brasileira e internacional.
De ascendência italiana, foi o primeiro cantor do Rio Grande do sul a executar um repertório de músicas italianas,v o que fazia, além dos meios midiáticos, no bar Girasole, hoje pub . Aos 10 anos de idade conquistou o primeiro lugar em um concurso de rádio com a música "Canta, canta passarinho".  Aos 19 anos, venceu a etapa estadual do concurso "A Voz de Ouro ABC", das rádios Tupi e Difusora. Em seguida assinou contrato com a Rádio Farroupilha e passou a comandar um programa semanal de televisão na TV Piratini  (Edgar Pozzer e a música).
Durante quinze anos cantou no Conjunto Norberto Baldauf  abrilhantando os Bailes da Reitoria (da URGS). Defendeu a música "Pandeiro de Prata", de Túlio Piva, vencedora de II Festival Sul-Brasileiro de MPB e reapresentada em O Brasil Canta no Rio, no Rio de Janeiro.
Gravou três LPs e cinco CDs e recebeu a comenda de cidadão honorário de Porto Alegre.
Assumindo papel ambientalista, compôs Marcha das Corujas, que alude ao episódio de embate preservacionista da praia de Capão da Canoa.